# Симфония № 10 (Вайнберг)

Запись Симфонии № 10 в исполнении Московского камерного оркестра под управлением Рудольфа Баршая

Симфония № 10 ля минор для струнного оркестра ор. 98 Моисея Вайнберга сочинена в 1968 году.
Создана специально для Московского камерного оркестра, которому и посвящена. В первой части симфонии есть партия солирующей виолончели (написана в расчёте на виолончелистку А. Е. Васильеву), во второй и пятой частях — солирующих скрипки, альта, виолончели и контрабаса.
Симфония Вайнберга по-своему интерпретирует традиции барочного (и воскрешённого в XX веке) жанра concerto grosso, что проявляется в своеобразных «диалогах» ансамбля солистов и струнного оркестра.

## Структура
1. Concerto grosso. Grave — Allegro
2. Пастораль. Lento
3. Канцона. Andantino
4. Бурлеска. Allegro con fuoco
5. Инверсия. Listesso tempo — Allegro — Grave

## Исполнения и записи
Симфония впервые исполнена 8 декабря 1968 года Московским камерным оркестром под  управлением Рудольфа Баршая.
Запись симфонии сделана Московским камерным оркестром под  управлением Рудольфа Баршая в 1970 году.